# Chic
Chic er et amerikansk disco og R&B band dannet i i 1976-77 af guitaristen Nile Rodgers og bassisten Bernard Edwards, der satte nye standarder inden for discomusikken med deres nedbarberede og stramme tilgang til den ellers noget effekt-broderede genre.
Med Rodgers energiske guitar og Edwards smidige baslinier skabte Chic kæmpe hits som "Le Freak" og "Good Times". Basriffet fra sidstnævnte nummer er siden blev genbrugt et utal af gange, bl.a. TV2's Popmusikerens Vise, Queens 'Another Bites The Dust' og – mest legendarisk – i Sugarhill Gangs ’Rappers Delight’. På den måde blev det, der siden er blevet kaldt det første hiphop nummer, skrevet, og resten er historie...
Inden Chic opløstes i 1983 producerede de endvidere for bl.a. Sister Sledge, Diana Ross og Debbie Harry.
Efter opløsningen fortsatte Rodgers og Edwards hver for sig med både at indspille plader og producere for andre.
I 1993 gendannedes Chic, nu med Sylver Logan Sharp og Jenn Thomas på vokaler. Som gendannet gruppe indspillede Chic pladerne 'Chic'ism' og i 1999 kom 'Live At The Budokan' en liveindspilning der blev optaget kort tid før Bernard Edwards døde som 43-årig under et besøg i Japan.
Chic består i dag alene af Nile Rodgers fra den oprindelige besætning.

## Diskografi

### Albums
- 1977: Chic
- 1978: C'est Chic
- 1979: Risqué
- 1980: Real People
- 1981: Take It Off
- 1982: Tongue In Chic
- 1983: Believer
- 1992: Chic-ism
- 2006: Night in Amsterdam: Live at the Paradisco July 17, 2005